# Coloana lui Constantin

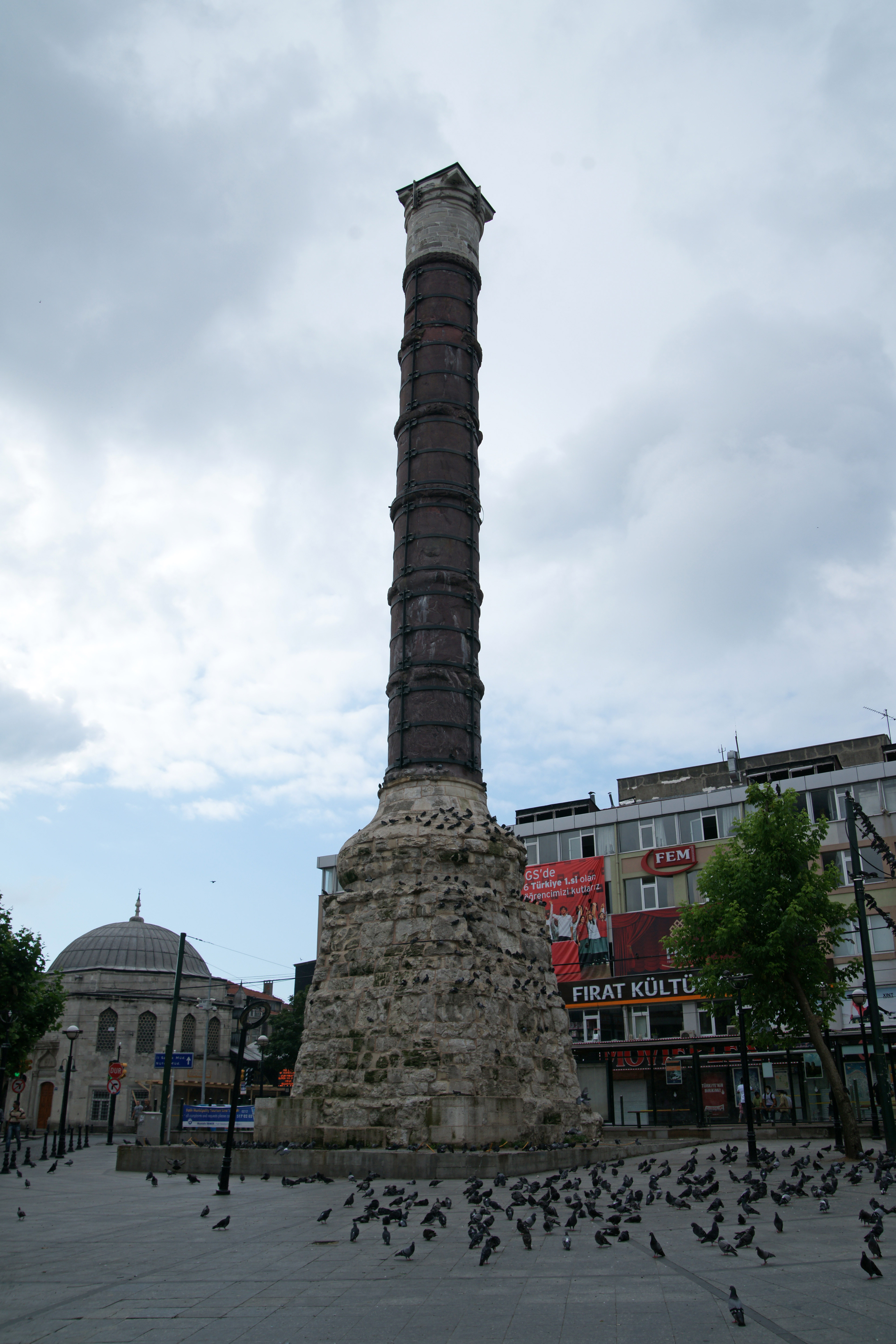
Coloana lui Constantin

Coloana lui Constantin (în limba turcă Çemberlitaș, nume care derivă din cuvintele çember ‚cerc‘ și taș ‚piatră‘) este o coloană comemorativă ridicată în Forumul lui Constantin din Constantinopol, chiar pe timpul domniei lui de Constantin cel Mare, în anul 328 e.n., cu doi ani înaintea inaugurării Noii Rome. Astăzi mai este numită și Coloana Incercuită sau Coloana Arsă. Este un monument de referință al Istanbulului, din patrimoniul antic și are o vârstă de aproape șaptesprezece secole.
Înălțimea coloanei era de 23,40 metri, iar monumentul în ansamblu atingea circa 37 de metri, incluzând soclul și statuia.

## Alcătuire
La origine coloana era alcătuită dintr-o bază înaltă peste care se ridica fusul alcătuit din opt tamburi suprapuși din porfir, fiecare prevăzut în partea inferioară cu un cerc cu frunze de laur. La vârf se termina cu un capitel și un soclu peste care era așezată o statuie a împăratului, reprezentat drept zeul Apollo-Helios. Impăratul ținea o lance în mâna dreaptă și o sferă în mâna stângă. Pe cap purta o coroană cu șapte raze ce sugerau pe cele ale soarelui. Statuia se asemăna cu reprezentarea aceluiași mare dinast de pe monedele emise până în anul 326 e.N. Coloana era așezată pe un postament în trepte, realizat tot din porfir.
Pentru a simboliza uniunea religiilor, împăratul a dispus cuprinderea în fundația coloanei a unor diferite relicve grecești, evreiești și creștine: fragmente din statui ale zeițelor Atena și Artemis din Efes, o bucată din toporul lui Noe, o alta din piatră din care Moise a făcut să curgă un izvor, o bucată din Sfânta Cruce, cuie ale Patimii și douăsprezece coșuri folosite la minunea înmulțirii pâinilor.
Unele încercări superficiale, de natură arheologică au încercat să descopere în masa bazei coloanei urmele unora dintre relicvele amintite, nu au dat nici un rezultat, fapt datorat în mare parte și a structurii ei monolitice.

## Istoric
Pe cea de a doua colină, din cele șapte, ale noii sale capitale, Constantin cel Mare (306-337 e.n.) a construit un Forum, după consecventă tradiție a marilor împărați romani. Conform unei legende, acela fusese locul în care se oprise pe timp ce trasa aliniamentul primelor ziduri, aflându-se în fruntea unei procesiuni. Văzându-l că înaintează fără odihnă, cineva din anturaj l-a întrebat când se va opri pentru odihnă. Împăratul s-a oprit o clipă și a răspuns: Atunci când cel ce merge în fața mea se va opri! Mai târziu, teologii au stabilit că umbra care îi călăuzise pașii împăratului, nu era un înger, ci însăși Sfânta Fecioară, cea care a devenit protectoarea și patroana Constantinopolului.
Forumul lui Constantin s-a amenajat dominant pe vârful colinei, la mică distanță, spre apus de Forul lui Augustus (Augusteum, sau Augusteion), pe axa peninsulei. Se afla totodată în imediata apropiere și în exteriorul zidurilor vechiului Byzantion. Forumul avea o formă circulară și era înconjurat pe două părți de porticuri și două abside. La răsărit și la apus avea spre suprafața pieței se deschideau două porți monumentale. În centrul forumului se înălța coloana, având în preajmă o mare fântână decorată cu basoreliefuri de inspirație creștină. La o extremitate a fântânii se găsea statuia zeiței Cybele (zeița mamă de origine asiatică), despre care o altă legendă spunea că ar fi fost consacrată de  argonauți. La cealaltă extremitate a fântânii se găsea statuia zeiței Fortuna din Byzantion. Din diverse surse antice s-a dedus că forumul era decorat pe contur cu diverse statui, dar aparența și locul lor nu pot cunoaște .
Forul a rămas aproape intact până la cea de a patra Cruciadă (1203-1204). Cu ocazia invadării și jefuirii sistematice a Constantinopolului de către creștinii apuseni, a suferit distrugeri mari. În 1203, sălbaticii soldați creștini au provocat în jur un incediucare a afectat și Forul lui Constantin. După jaful din anul următor, 1204, statuile antice de marmură ale forumului au dispărut, iar cele de bronz au fost topite. 
Pe parcursul existenței sale aproape bimilenare, coloana a cunoscut o serie de deteriorări și alte și chiar un incendiu al cartierului înconjurător. O furtună din toamna anului 1150 a prăbușit statuia multiseculară din vârf, capitelul și trei tamburi. Împăratul bizantin Manuel I Comnen (1143-1180) a ordonat restaurarea monumentului și înlocuirea statuii cu o cruce. Astăzi, desigur, nu mai există nici crucea. Intr-o altă situație a trebuit reînlocuit un tambur superior și capitelul din vârf, prin elemente de zidărie. Cu o altă ocazie, baza coloanei și un tambur inferior s-au înglobat într-un nou soclu zidit foarte masiv. Cei șase tamburi ce au subzistat sunt legați astăzi cu inele inestetice de fier, de la care a provenit și numele de Coloana încercuită. Un incendiu, din anul 1779, a lăsat pe coloană scurgeri negre inestetice și rezistente. De aceea culoarea porfirului nu se mai poate distinge. A nu se înțelege că turcii s-au ocupat de revigorarea monumentului cu metode moderne.